# Venusia yasudai
Venusia yasudai är en fjärilsart som beskrevs av Inoue 1987. Venusia yasudai ingår i släktet Venusia och familjen mätare. Inga underarter finns listade i Catalogue of Life.